# Médée (Cherubini)
Médée és una òpera en tres actes de Luigi Cherubini, amb llibret de François-Benoît Hoffman basat en la tragèdia Medea d'Eurípides i en l'obra de Pierre Corneille. Es va estrenar al Théatre Feydeau de París el 13 de març de 1797.
L'ària final perduda des de feia molt temps, la qual sembla que Cherubini havia esborrat en el seu manuscrit original, va ser descoberta per investigadors de la Universitat de Manchester i la Universitat Stanford mitjançant l'ús de tècniques de raigs X per descobrir les zones ennegrides en el manuscrit de Cherubini.

## Representacions
Va tenir una acollida freda en la seva estrena i no es va tornar a representar de seguida. Durant el segle xix i la major part del segle XX normalment es representava en la traducció italiana, Medea, i se substituïen els diàlegs parlats amb recitatius no autoritzats per Cherubini. Els últims temps les companyies d'òpera han tornat a la versió original.	

### Recuperació per part de Maria Callas (1953-1962)
Una de les tasques de recuperació de l'obra més importants al segle XX és la producció que es va fer per a Florència el 1953, en què Maria Callas n'era la protagonista. Callas es va aprendre el paper en només una setmana i va obtenir un gran èxit de crítica. L'èxit va ser tan gran que el La Scala de Milà va decidir programar aquesta òpera en la setmana inaugural de la temporada 1953-1954, amb la direcció de Leonard Bernstein, que substituïa Victor de Sabata, indisposat.
Maria Callas va cantar aquest paper al llarg de les dècades de 1950 i 1960. La producció més famosa va ser, probablement, la de la Dallas Opera el 1958, sota la batuta de Nicola Rescigno (i Jon Vickers com a Jàson). Aquesta producció es va representar a la Royal Opera House de Londres el 1959, i a La Scala (on se'n van filmar uns quants minuts) la temporada 1961-1962. Aquestes van ser les darreres actuacions de Maria Callas a Itàlia.
El paper de Medea és conegut per la seva dificultat. Altres intèrprets que han fet aquest rol al llarg del segle XX han estat Anna Caterina Antonacci, Josephine Barstow, Montserrat Caballé, Eileen Farrell, Marisa Galvany, Leyla Gencer, Gwyneth Jones, Nadja Michael, Maralin Niska, Magda Olivero, Leonie Rysanek, Sylvia Sass, Anja Silja, Dunja Vejzovic i Shirley Verrett.	